# Remersdaal
Remersdaal (fr. Rémersdael, Rembierval; niem. Reemersthal; lim. Rimmezjdel; wa. Rèbiévå) – dzielnica (deelgemeente) gminy Voeren w Belgii, w Regionie Flamandzkim, w prowincji Limburgia, w okręgu Tongeren. 1 stycznia 2020 roku liczyła 298 mieszkańców. Do 31 grudnia 1976 samodzielna gmina. 

## Demografia
Liczba mieszkańców, stan na 1 stycznia:
| Rok                | 1930 | 1947 | 1961 | 2020 |
| ------------------ | ---- | ---- | ---- | ---- |
| Liczba mieszkańców | 468  | 482  | 414  | 298  |